# Nothoalsomitra
Nothoalsomitra é um género botânico pertencente à família Cucurbitaceae.

## Espécies
- Nothoalsomitra suberosa (Bailey) I.R.Telford

1. ↑  «Nothoalsomitra — World Flora Online». www.worldfloraonline.org. Consultado em 19 de agosto de 2020